# Вильгор
Вильгор (укр. Вільгір) — село в Бугринской сельской общине Ровненского района Ровненской области Украины.
До 2020 года входило в Гощанский район.
Расположено на левом берегу реки Горынь (приток Припяти).
Население по переписи 2001 года составляло 491 человек. Почтовый индекс — 35442. Телефонный код — 3650.